# Strawberry (Arkansas)
Strawberry è un comune degli Stati Uniti d'America, situato in Arkansas, nella contea di Lawrence.